# Another Fine Mess
Another Fine Mess is een korte film van Laurel en Hardy uit 1930. Het verhaal is gebaseerd op een toneelstuk van Arthur J. Jefferson uit 1908 en is een remake van de film Duck Soup uit 1927.

## Verhaal
Stan en Ollie worden als landlopers gezocht door een agent en vluchten het huis in van kolonel Buckshot (gespeeld door James Finlayson), die zojuist op vakantie ging. Tijdens zijn afwezigheid biedt hij het huis gemeubileerd met butler en dienstmeid te huur aan. De butler en dienstmeid gaan er ook vandoor en Laurel en Hardy hebben het rijk alleen. Als een huurder aanbelt, speelt Ollie voor kolonel Buckshot en Stan is afwisselend butler en dienstmeid. Dit gaat goed totdat de echte kolonel terugkeert omdat hij iets is vergeten.

## Rolverdeling
| Acteur             | Personage        |
| ------------------ | ---------------- |
| Stan Laurel        | Stanley          |
| Oliver Hardy       | Oliver           |
| James Finlayson    | Kolonel Buckshot |
| Harry Bernard      | Politieagent     |
| Bobby Burns        | Fietser          |
| Betty Mae Crane    |                  |
| Beverly Crane      |                  |
| Eddie Dunn         | Meadows          |
| Charles K. Gerrard | Lord Leopold     |
| Bill Knight        | Politieagent     |
| Bob Mimford        | Politieagent     |
| Gertrude Sutton    | Agnes de maid    |
| Thelma Todd        | Lady Plumtree    |

## Trivia
- Vanwege de titel van deze film wordt Oliver Hardy's beroemde catchphrase "Well, here's another nice mess you've gotten me into!" vaak ten onrechte als "fine mess" in plaats van "nice mess" geciteerd.